# Février 1976

## Événements
- 3 février : prise d'otages de Loyada, des terroristes somaliens prennent en otage un bus scolaire d'enfant français à Loyada à Djibouti

- Mercredi 4 février : tremblement de terre au Guatemala et Honduras de magnitude 7.1, 23 000 morts.

- Samedi 7 février, Canada : Joe Clark devient chef du Parti progressiste-conservateur du Canada.

- Dimanche 8 février, France : lors de son XXIIe Congrès, le PCF renonce à la « dictature du prolétariat. »

- Mardi 10 février : première conférence nord-sud à Paris.

- Jeudi 12 février, Italie : Aldo Moro forme son 5e gouvernement, se succédant à lui-même à la suite de la démission de son précédent gouvernement le 7 janvier.

- Samedi 14 février, Liban : les chefs chrétiens acceptent le texte du  « document constitutionnel » mais les forces progressistes de Kamal Joumblatt le refusent et demandent la démission de Soleimane Frangié. La Syrie y est totalement opposée. Les affrontements reprennent. Dans la Montagne, les chrétiens fuient les régions de cohabitation anciennes avec les Druzes devant les opérations des milices progressistes.

- 15 février, (Rallye automobile) : arrivée du Rallye de Suède.

- Lundi 16 février,
  - Argentine : Isabel Perón dissout le Parlement et convoque de nouvelles élections, mais dès le 24 mars, l’armée renverse la présidente et place le général Jorge Videla à la tête de l’État. Paroxysme du chaos économique et de la violence politique en Argentine.
  - Communauté économique européenne : signature de la Convention de Barcelone pour la protection de la mer Méditerranée contre la pollution. Ce plan d'action associe la CEE et 21 pays riverains.

- Vendredi 27 février : proclamation de la République arabe sahraouie démocratique (RASD) par le Front Polisario, soutenu par l’Algérie, en réponse au partage du Sahara occidental par le Maroc et la Mauritanie. Début de la guerre du Maroc et de la Mauritanie contre le Polisario (fin en 1979).

## Naissances
- 3 février : Ramon Luis Ayala (nom de scène: Daddy Yankee), chanteur, acteur, producteur de films, animateur de radio, et homme d'affaires portoricain.
- 5 février : Tony Jaa, acteur d'arts martiaux et chorégraphe thaïlandais.
- 9 février : Antonio Barrera, matador espagnol.
- 12 février : Sylvia Saint, actrice de charme.
- 15 février :
  - Brandon Boyd, chanteur et percussionniste américain du groupe Incubus.
  - « Luisito » (Ludovic Lelong), matador français.
- 22 février : Veronika Pagacova, actrice tchèque.
- 23 février : Lorne Balfe, compositeur britannique.
- 27 février : Hanna Kosonen, sportive et femme politique finlandaise.
- 28 février : Guillaume Lemay-Thivierge, comédien québécois.

## Décès
- 1er février : Werner Heisenberg, physicien.

- 11 février : Adeline Ames, mycologue américaine  (° 6 octobre 1879)
- 20 février : René Cassin, juriste français,  Prix Nobel de la paix 1968 (° 5 octobre 1887).